# Фабрика-кухня № 1 (Москва)
Фабрика-кухня № 1 — здание и функционировавшее в нём учреждение в Беговом районе Северного административного округа города Москвы, расположенное по адресу Ленинградский проспект, д. 7 с. 1. Здание является выявленным памятником культурного наследия регионального значения.

## История
После революции 1917 года большое значение уделялось перемещению различных бытовых функций из индивидуальных хозяйств в общественное пространства, в частности, открывали фабрики-кухни, в которых осуществляли приготовление еды, а также функционировали столовые. Появление новых в функциональном отношении зданий потребовало разработки новых архитектурных форм, примером тому является, в частности, фабрика-кухня № 1 на Ленинградском проспекте. В статье того времени отдельно отмечалось, что возведение фабрики-кухни именно в этом месте весьма символично, поскольку грандиозный дворец питания для рабочих находится напротив ресторана «Яр» — известного места кутежа дореволюционной аристократии и творческой интеллигенции. Возведение этой фабрики-кухни, по сути, было экспериментом, поскольку это была первая фабрика-кухня, для которой было спроектировано отдельное здание, в то время как существовавшие до этого подобные учреждения были открыты в приспособленных для этого помещениях.
Торжественная закладка Первой московской фабрики-кухни состоялась 6 ноября 1927 года. На церемонии выступила с речью Клара Цеткин.
Со времени постройки здание использовалось различными организациями. В настоящее время в здании находится Институт прикладной механики РАН.

## Архитектура
Фабрика-кухня № 1 была построена в 1928 году по проекту архитектора А. И. Мешкова в стиле советского модернизма первой волны (авангарда), в то время как эскизный план был представлен к рассмотрению ещё в 1925—1926 годах. Эскизный план несколько отличался от реализованного, в частности, при утверждении окончательного проекта было принято решение не устанавливать на крыше здания радиомачты, которые были весьма популярным авангардистским мотивом в архитектуре того времени.
В плане здание имеет форму четверти круга. На первом этаже фабрики-кухни был спроектирован и построен зал кухни, зал для закусочной и магазина для реализации готовых обедов. На втором этаже был организован обеденный зал. Предполагалось использование плоской кровли для летней столовой.
К настоящему времени здание было подвергнуто реконструкции, в частности, застроена угловая терраса и утрачен навес второго этажа, а задний полукруглый объём изменён пристройками.